# Мылов, Анатолий Васильевич
Анатолий Васильевич Мылов (род.16 июня 1941 год — 24 сентября 2012 год) — почётный гражданин города Кимры, заслуженный работник физической культуры РФ.

## Биография
Анатолий Мылов родился 16 июня 1941 года в городе Кимры.
Его отец — Василий Кириллович Мылов был репрессирован в 1930-х годах. Его задействовали в строительстве канала Москва-Волга, после завершения работ стал жить в Кимрах. Мать — Агриппина Михайловна была родом из Кашина, в Кимрах у неё жили родственники. В семье Мыловых, помимо Анатолия, росло трое дочерей. Василий Мылов погиб на фронте в 1942 году. Свою первую работу Анатолий Мылов нашёл в возрасте 12 лет — он перевозил овощи на лошади.
Анатолий Мылов окончил обучение в средней школе № 16 в 1960 году, затем был призван в армию и прошёл срочную службу. В это же время занимался лёгкой атлетикой. В 1963 году стал студентом Калининского пединститута на факультете физвоспитания. Совмещал учёбу с работой дворника. Во время учёбы в институте женился на девушке по имени Галина. Вскоре в семье появился сын Дмитрий. После окончания обучения семья Мыловых переехала в Кимры по распределению.
На протяжении 3 лет Анатолий Мылов работал заместителем директора юношеской спортивной школы. В 1970 году он стал основателем новой спортивной школы при Дворце спорта Савёловского машиностроительного завода, в которой стало заниматься около 100 детей. Анатолий Мылов стал тренировать легкоатлетов.
Ученики Анатолия Мылова: спринтер Юрий Мизера, Николай Корнилов, Алексей Векшин, призёр в составе сборной СССР Елена Быкова, чемпион Всемирной Универсиады по тройному прыжку Александр Сергеев, мастер спорта СССР, чемпионка РСФСР 1971 года в беге на 800 метров среди девушек Галина Анатольевна Кукушкина, кандидат в мастера спорта Елена Геннадьевна Королькова, призёр чемпионата СССР Евгений Цыганов.
Его ученик, мастер спорта Владимир Васильевич Сергеев отмечает, что именно его тренер Анатолий Мылов настоял на том, чтобы он обучался в институте физкультуры и добился для него вызова от Савёловского завода в Кимры.
Работал старшим тренером-преподавателем в МОУ ДОД «Детско-юношеской спортивной школе № 2» до 2010 года.
Умер 24 сентября 2012 года после длительной болезни.
В сентябре 2016 года около входа на стадион «Спутник» в городе Кимры была открыта мемориальная доска в честь тренера Анатолия Васильевича Мылова.

## Семья
Жена — Галина Семёновна Мылова, сыновья Дмитрий и Игорь. Дмитрий Мылов работает врачом-психотерапевтом, а Игорь Мылов — руководит хором ветеранов.

## Награды и звания
- Почётный гражданин города Кимры (2012 год)[1]
- «Заслуженный работник физической культуры РФ»[1]
- Медаль «За трудовое отличие»[1]
- Почётный знак ВС ДСО профсоюзов «За активное участие в развитии физической культуры и спорта»[1]
- Медаль «В память 30-летия игр XXII Олимпиады 1980 года в городе Москве»[2]
- «Ветеран труда»[2]
- «За подготовку чемпиона»[2]